# ERUDIO Izobraževalni center
ERUDIO Izobraževalni center je samostojni izobraževalni zavod s sedežem v Ljubljani.